# Jansila Majeed
Jansila Majeed (Sri Lanka) és una activista del districte de Puttalam. És l'administradora gestora del fons fiduciari de la comunitat a Puttalam, que és una ONG que promou els drets de les minories i els de les dones. Abans de treballar amb el Fons fiduciari de la comunitat, Majeed va viure com a desplaçada interna durant 20 anys i continua defensant els drets dels desplaçats musulmans i tàmils. El 2010, va rebre el Premi Internacional Dona Coratge per part del Departament d'Estat dels EUA, de mans de Michelle Obama i Hillary Clinton. També va ser ponent de l'informe sobre el desenvolupament humà d'Àsia i el Pacífic de 2010 sobre gènere, i va declarar que Sri Lanka ha de canviar la seva actitud respecte els drets de les dones per solucionar assumptes com l'accés a la participació política de les dones, i els seus drets laborals.